# Crocidura lasiura
Crocidura lasiura is een zoogdier uit de familie van de spitsmuizen (Soricidae). De wetenschappelijke naam van de soort werd voor het eerst geldig gepubliceerd door Dobson in 1890.